# Операция «Туман»
Операция «Туман» — совместная операция спецслужб СССР, НКВД и военной контрразведки СМЕРШ (1944—1945 гг.), проведённая во время Второй мировой войны, основанная на радиоигре и являющаяся ответом на операцию немецкого разведцентра «Цеппелин» по устранению И. В. Сталина.

## Предыстория
По версии советских спецслужб, летом 1944 года два немецких агента, Лидия Яковлевна Шилова и Пётр Иванович Шило(Таврин), были заброшены в советский тыл, чтобы осуществить покушение на И. В. Сталина (идея такого покушения принадлежала лично Гитлеру). Таврин был рецидивистом. До войны ему два раза удавалось бежать из-под стражи, несколько раз он менял фамилию. В 1941 году его призвали в ряды РККА, а в 1942 году он добровольно сдался немцам.
Диверсионную подготовку Таврина осуществляли по специальной программе в центре «Цеппелин-Норд», который располагался вначале в Пскове, а потом в Риге. Программой руководил латышский коллаборационист П. П. Делле. Таврин получил поддельные документы майора военной контрразведки СМЕРШ и Героя Советского Союза. Шилова была снабжена документами младшего лейтенанта СМЕРШ.
Переброска была осуществлена 5 сентября 1944 года. При перелёте самолёт несколько раз обстреляли, что привело к возгоранию одного из двигателей. Посадка оказалась неудачной. Таврин и Шилова сразу же уехали на доставленном вместе с ними мотоцикле. Однако и сами диверсанты, и лётчики были пойманы и арестованы. Задержавший диверсантов сотрудник НКВД обратил внимание на нестыковки в описании ими маршрута следования.
По одной из версий, информация о высадке диверсионной группы пришла от советской разведки, работающей в Латвии. Якобы им эти сведения сообщили рижские подпольщики. По этим данным, некий респектабельный гражданин заказал в одной из рижских пошивочных мастерских кожаное пальто, по фасону соответствующее форменным пальто работников СМЕРШ. Правый рукав пальто должен был быть несколько шире левого. Потом уже стало ясно, что в правом рукаве будет крепиться «Панцеркнаке». Однако никакой информации о том, кем же были рижские подпольщики, до сих пор не опубликовано. Имеется и другая версия, по которой СМЕРШ было известно о засылке двух диверсантов с неизвестной целью. Был известен район приземления, который оперативно перекрыли.
Во время обыска у них было обнаружено спецоружие «Панцеркнаке» с 9 зарядами (портативный реактивный гладкоствольный ручной гранатомет с длиной ствола 200 мм и калибром 30 мм). Аппарат был изготовлен таким образом, что легко помещался в рукаве пальто. Очевидно, с помощью такого аппарата и предполагалось осуществить диверсионный акт против Сталина. У задержанных было и другое оружие.

## Радиоигра
Диверсантов доставили в Москву. После допросов Шилова согласилась участвовать в радиоигре (решение о начале радиоигры принимал лично В. С. Абакумов с ведома Л. П. Берии). 27 сентября 1944 года Шилова под контролем советских контрразведчиков вышла в радиоэфир и передала первую шифрограмму, содержавшую информацию о якобы успешном прибытии диверсантов по месту назначения. 25 октября из Германии пришел ответ с просьбой указать координаты, где остался самолёт и экипаж. На следующий же день была отправлена ещё одна радиограмма, в которой Шилова сообщала, что вместе с Тавриным устроилась в подмосковном поселке Ленино. В ответной шифрограмме немецкая разведка поставила задачу террористам: обосноваться в Москве, готовиться к выполнению задания, а также передавать данные о положении дел в Москве и в Кремле. Был сделан вывод, что немецкая сторона не догадалась о том, что шифровки отправлялись советской контрразведкой. Таким образом было принято решение о начале радиоигры, получившей название «Туман».
Перед советской контрразведкой была поставлена задача убедить немецкую разведку в том, что Таврин может успешно справиться с заданием. Таким образом чекисты пытались не допустить возможности организации ещё одной попытки покушения на Сталина. Вторая задача, которую решали оперативники, — убедить немцев в том, что необходимо подчинить всех действующих в советском тылу агентов Таврину. По этой причине была отправлена очередная шифровка, в которой Таврин сообщал о трудностях, с которыми он сталкивается, а также о том, что собирается устроиться на работу. А позже была передана информация, что Таврину удалось наладить контакт с одной женщиной-врачом, которая имела знакомых в кремлёвской больнице. В ответ немецкая сторона прислала радиограмму, что в том же районе работают другие немецкие агенты, и предложили установить с ними связь. Оперативники СМЕРШ предположили, что у немцев появились некие подозрения и они пытаются проверить Таврина. Поэтому вместо утвердительного ответа в Германию была отправлена радиограмма, в которой Таврин предоставил центру возможность принимать решение по данному вопросу.
Операция продолжалась до конца войны. Главная задача, которую ставили перед собой чекисты, — не допустить высадку новых диверсионных групп — была выполнена. Позже один из захваченных в плен сотрудников Главного управления имперской безопасности сообщил о том, что до самого конца о Таврине говорили как о большом шансе для «Цеппелина». Последняя шифровка в центр была отправлена в апреле 1945 года. Центр оставил её без ответа.
В 1951 году оба диверсанта предстали перед судом, по постановлению которого в следующем году были расстреляны. Относительно ответа на вопрос, почему это произошло лишь через несколько лет после окончания операции «Туман», существует несколько версий. По одной из них, советские спецслужбы предполагали, что информация о засланных диверсантах попадёт в руки западных спецслужб, и ожидали, что те воспользуются данным каналом в своих целях. Не дождавшись реакции, диверсантов решили судить. После окончания войны конспиративную квартиру Шиловых сохраняли ещё несколько лет, надеясь, что на неё может выйти кто-нибудь из немецких разведчиков. Тем не менее там никто не появился. По другой версии, дуэт стал жертвой какой-то внутренней игры советских спецслужб.

## В искусстве
В 1986 году в издательстве «Роман-газета» был опубликован роман «Фальшивый талисман», автор — Ростислав Самбук, первое масштабное описание данной операции.
В сериале «Убить Сталина» (в главных ролях Александр Домогаров и Михаил Пореченков) 2013 года была художественным образом переработана версия покушения на Сталина из операции «Туман».
В сериале «Приказано уничтожить! Операция „Китайская шкатулка“» сюжет также в значительной мере строится на данных об операции «Туман». Главного героя Петра Гаврина играет актёр Константин Лавроненко. Сериал вышел в 2009 году.
На телеканале «Звезда» был снят документальный фильм в серии «Особый отдел» под названием «Операция Туман». Режиссёры: Андрей Грачёв, Андрей Розов, Павел Ковязин. Автор фильма: Алексей Рафаенко. Год выпуска: 2008.